# Simon Kohler
Simon Kohler, né le 26 septembre 1916 à Glovelier, alors dans le canton de Berne et décédé à Porrentruy le 20 avril 1990, est une personnalité politique suisse, membre du parti radical-démocratique. 

## Biographie
Maire de Courgenay durant plusieurs années, il siège au Grand Conseil bernois de 1946 à 1962. En 1959, il est élu au Conseil national, qu’il préside de 1974 à 1975. De 1966 à 1978, il siège au gouvernement bernois, où il dirige l’instruction publique.
En 1979, Simon Kohler a été nommé à la présidence de l'association "Enfants du monde".